# 記憶の旅人
『記憶の旅人』（きおくのたびびと）は、日本のバンド・Mr.Childrenの10作目の配信限定シングル。2024年5月3日にトイズファクトリーより発売された。

## 背景・音楽性
本楽曲は、ハピネットファントム・スタジオ配給映画『青春18×2 君へと続く道』主題歌として書き下ろされた楽曲である。本楽曲について、桜井和寿は「かつて自分の中に『確かにあったもの』そして今も自分の中に『あって欲しいと強く願うもの』が この映画の冒頭から終わりまで、ずっと流れていて その懐かしさ 奥ゆかしさ 温かさは すぐ近くにあるのに、もう手が届かないようで もどかしくて もどかしくて たまらなく人恋しくなる」「この映画に関わる上で 不純なものは極力取り除いて音楽として抽出したつもりです。それだけが私たちに出来ることでした」とコメントを寄せている。これまで桜井は、楽曲単体で聴いても良いと思ってもらえるようにあえて作品に寄り添い過ぎないように制作していたが、今回は映画の一部として、その感動を引き立てることが出来るような音楽を目指して制作したという。そのため、「歌詞も映画の内容に寄り添っていますし、映画を必要以上にドラマチックにしないようにしています」と語っている。
本楽曲では、前アルバム『miss you』に引き続きサイモン・ヘイルがストリングスとピアノで参加している。

## リリース・プロモーション
前作『永遠』以来約2年ぶりとなる配信限定シングル。主題歌となっているハピネットファントム・スタジオ配給映画『青春18×2 君へと続く道』の日本での公開日に合わせてのリリースとなった。
本作のアートディレクターは森本千絵が担当。ジャケットの写真は藤井保によるものである。

## 批評
音楽ライターの杉浦美恵は、本作に関して「この曲はもはや映画作品の重要な1パーツだ」と評し、その理由について「たとえば物語の内容を意訳したり、自分の記憶に置き換えたり、抽象的な言葉でポップスとしての普遍性を高めるというような、いわゆるタイアップ曲の王道的な作り方を今作では採っていない。純粋に、この歌自体がそのまま物語なのである。だからこそ、『主題歌を手がける上で』という言い方ではなく、『この映画に関わる上で』と桜井はコメントしているのではないだろうか」と考察している。

## チャート成績
初週で約1.5万ダウンロードを計上し、2024年5月13付のオリコン週間デジタルシングルチャート、および2024年5月8日公開のBillboard JAPAN週間ダウンロードソングチャート「Billboard Japan Download Songs」で共に初登場2位を記録。

## 収録曲
| #  | タイトル       | 作詞・作曲 | 編曲        | 時間 |
| -- | -------------- | ---------- | ----------- | ---- |
| 1. | 「記憶の旅人」 | 桜井和寿   | Mr.Children | 6:30 |

## 楽曲解説
1. 記憶の旅人
  - ハピネットファントム・スタジオ配給映画『青春18×2 君へと続く道』主題歌[6]。
  - 映画の監督を務める藤井道人は10代の頃からMr.Childrenを愛聴しており、主題歌は「Mr.Childrenしかいない」と熱望。ダメ元でオファーした[10]ところ、桜井和寿は「これは自分たちが今やりたいことそのものだ」と正式にオファーを承諾する前にデモを作ってしまったという。クランクイン前の脚本段階で楽曲は完成しており[11]、藤井は本楽曲について「作品づくりのぶれない芯になった」とコメントしている[12]。また、曲について事前に一切打ち合わせをしていなかったと藤井は明かし[11]、「いきなりぴったりな楽曲を作って下さるなんて、凄いですよね」とも語っている[10]。
  - 2024年6月23日 - 24日に東京ガーデンシアターで開催されたファンクラブ会員限定ライブ『FATHER & MOTHER Special Prelive 2024.6.23-24 TOKYO GARDEN THEATER』でライブ初披露された[13]。

## ライブ映像作品
| 曲名       | 作品名        |
| ---------- | ------------- |
| 記憶の旅人 | miss you LIVE |